# Chirembia arusi
Chirembia arusi är en insektsart som beskrevs av Ross 2006. Chirembia arusi ingår i släktet Chirembia och familjen Embiidae. Inga underarter finns listade i Catalogue of Life.